# This Is Sinatra Volume 2
This Is Sinatra Volume 2 è la seconda raccolta (dopo This Is Sinatra!) del crooner statunitense Frank Sinatra, pubblicata nel 1958 dalla Capitol Records.

## Il disco
Nove brani dell'album sono singoli e B-side che Sinatra aveva registrato per la Capitol; le restanti sette canzoni sono invece novità, tutte registrate nell'autunno-inverno 1957.
Questa raccolta è da molto tempo fuori commercio anche negli Stati Uniti, ma la maggior parte delle canzoni si possono trovare in The Complete Capitol Singles Collection. Altre invece si trovano sul triplo disco The Capitol Years.

## Tracce

### Lato A
1. Hey! Jealous Lover - 2:24 - (Cahn, Twomey, Walker)
2. Everybody Loves Somebody - 3:46 - (Taylor, Lane)
3. Something Wonderful Happens in Summer - 3:16 - (Bushkin, Devries)
4. Half as Lovely (Twice as True) - 3:09 - (Spence, Gallop)
5. You're Cheatin' Yourself (If You're Cheatin' on Me) - 2:38 - (Hoffman, Manning)
6. You'll Always Be the One I Love - 2:59 - (Skylar, Freeman)
7. You Forgot All the Words - 3:24 - (Wayne, Jay)
8. How Little We Know - 2:39 - (Springer, Leigh)

### Lato B
1. Time After Time - 3:31 - (Cahn, Styne)
2. Crazy Love - 2:54 - (Cahn, Tuminello)
3. Wait for Me - 2:54 - (Riddle, Stanford)
4. If You Are but a Dream - 3:50 - (Jaffe, Fulton, Bonx)
5. So Long, My Love - 2:50 - (Cahn, Spence)
6. It's the Same Old Dream - 3:06 - (Cahn, Styne)
7. I Believe - 2:33 - (Cahn, Styne)
8. Put Your Dreams Away - 3:12 - (Mann, Weiss, Lowe)

## Musicisti
- Frank Sinatra - voce;
- Nelson Riddle - arrangiamenti.